# التدفق الدائري للدخل

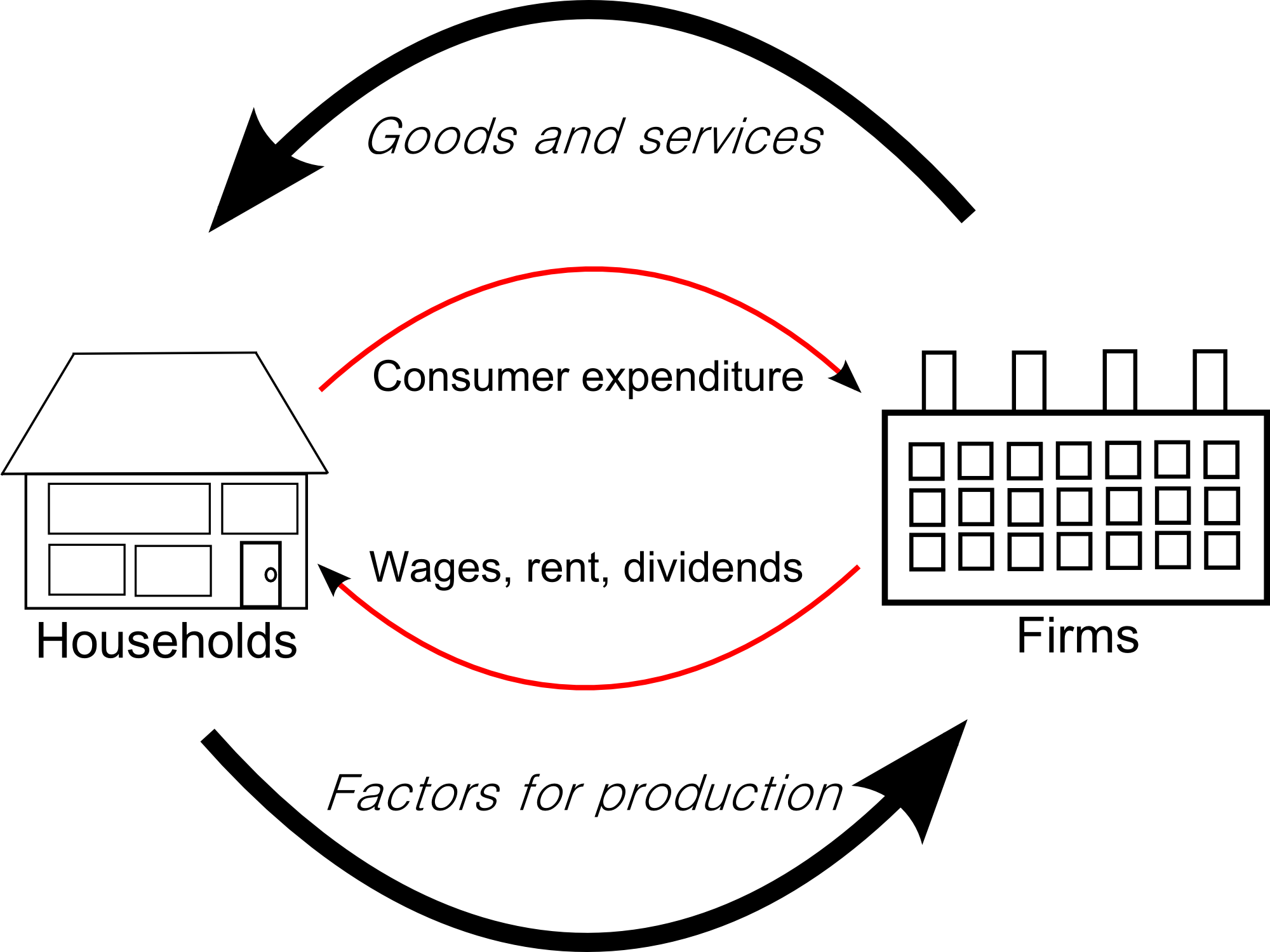
رسم توضيحي للتدفق الدائري للدخل. ويمثل عمل النظام الإقتصادي للسوق الحرة مع الشركات والأسر وسيرها ذهابا وإيابا.

التدفق الدائري للدخل أو التدفق الدائري هو نموذج إقتصادي تمثل فيه البورصات الكبرى كتدفقات للأموال والسلع والخدمات وما إلى ذلك من وحدات إقتصادية. تدفق تبادلات المال والسلع يكون فيه دائرة مغلقة وتكون متوافقة في القيمة، لكنها تجري في الاتجاه المعاكس. تحليل التدفق الدائري هو أساس الحسابات القومية، وبالتالي الاقتصاد الكلي.
فكرة التدفق الدائري الحالية كانت من عمل  ريتشارد كانتيلون. قام فرنسوا كيناي بسبب تطوير وتصوير هذا المبدأ أنشأ مبدأ الجدول الاقتصادي "Tableau économique
".  التطويرات المهمة لذلك المبدأ أنشأت أنظمة كارل ماركس لإعادة الإنتاج في الجزء الثاني من  كتاب رأس المال وأيضا نظرية جون مينارد كينز العامة عن التوظيف والمال والفائدة و تطوير ريتشارد ستون كذلك لمفهوم للأمم المتحدة (UN) ومنظمة التعاون الاقتصادي والتنمية إلى النظام، والذي يستخدم الآن دوليا.

## نظرة عامة
التدفق الدائري للدخل هو مفهوم يؤدي إلى فهم أفضل للاقتصاد ككل وكمثال الدخل القومي والحسابات الإنتاجية (NIPAs). في أبسط نماذجها تعتبر أنها تقتصر على الشركات والأفراد، ويمكن أن يعبر عنها برسم تدفق دائري. في هذا الاقتصاد البسيط، الأفراد يوفرون العمل الذي يجعل الشركات تقدم الخدمات والسلع. هذه الأعمال عبر عنها بالخطوط الخضراء في الرسم.

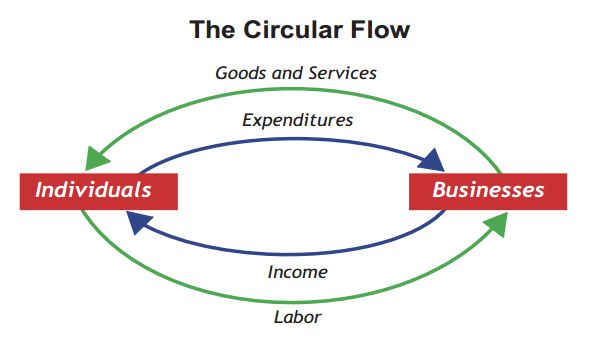
نموذج عن التدفق الدائري في الدخل والإنفاق

بدلا من ذلك يمكن للمرء أن يفكر في التعاملات في ضوء التدفق النقدي الذي يحدث، الشركات توفر الدخل للأفراد كتعويض عن ما قدموه من عمل. هذا الدخل يعود، كإنفاق على السلع والخدمات التي تقدمها الشركات. هذه الأعمال عبر عنها بالخطوط الزرقاء في الرسم أعلاه.
رسم التدفق الدائري يوضح ترابط التدفقات أو الأعمال، التي تحدث في الاقتصاد، كإنتاج السلع والخدمات (أو المخرجات الاقتصادية) والدخل الذي وجد من عملية الإنتاج. التدفق الدائري يوضح أيضا التساوي بين الدخل المحصل من الإنتاج وقيمة السلع والخدمات المنتجة.
بالطبع الاقتصاد الكلي أكثر تعقيدا من التوضيح أعلاه. أي اقتصاد يتضمن تفاعلات ليست فقط مقصورة بين الأفراد والشركات ولكن أيضا بين الولايات والأقاليم والدول وسكان العالم. وأيضا لا يظهر ذلك التوضيح البسيط بعض الأنشطة الاقتصادية كالإستثمار في النظام الرأس مالي (الأصول المنتجة أو الأصول الثابتة)، التدفقات المالية في النظام الرأس مالي (مثل البورصة والبنوك والسندات) ومساهمات هذه التدفقات لتراكم الأصول الثابتة.

## تاريخ

### كانتيلون

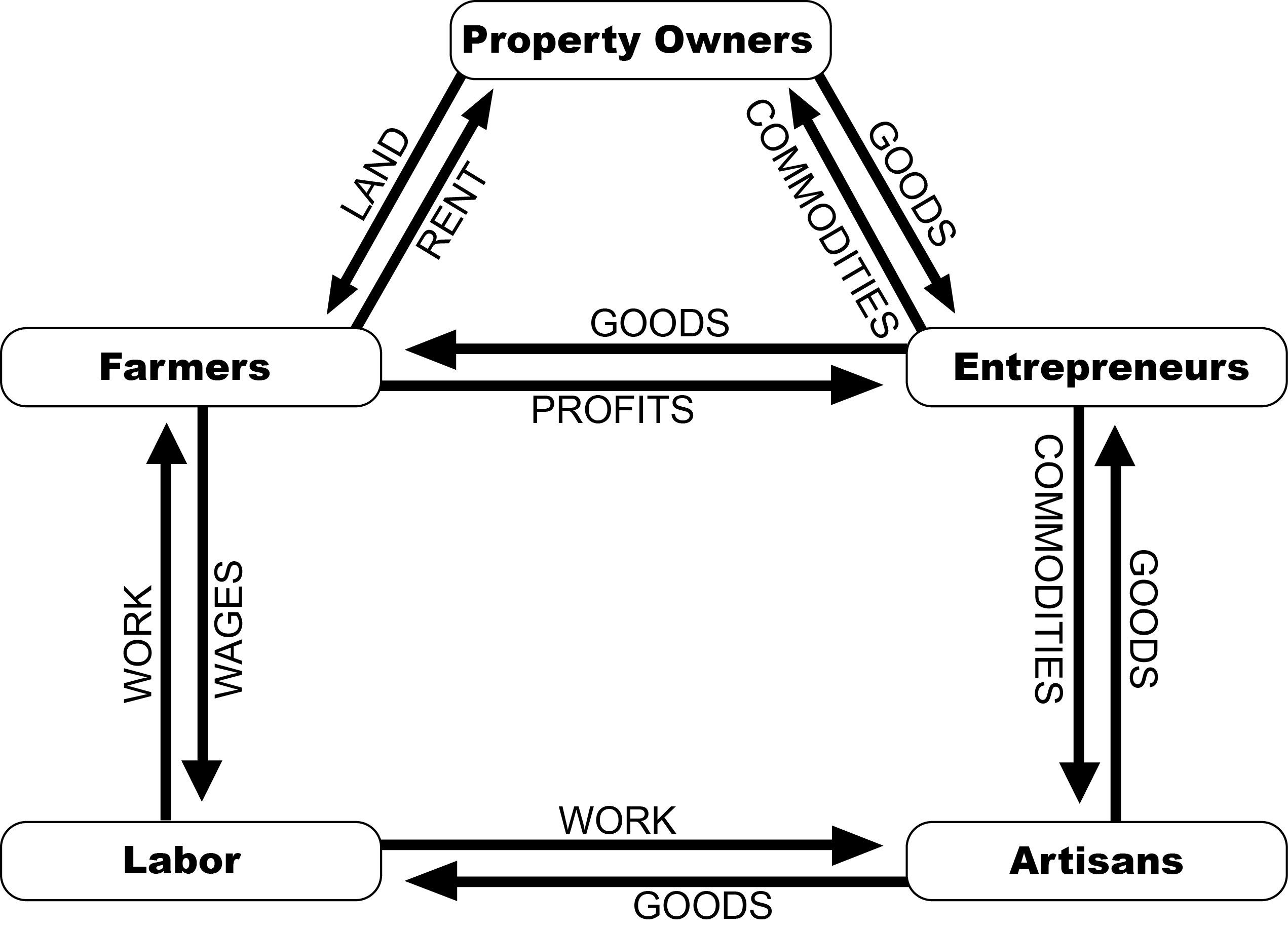
تمثيل طريقة تدفق دائري الأولي لكانتيلون l

واحدة من أقدم الأفكار في التدفق الداخلي كانت عمل الفرنسي الإيرلندي ريتشارد كانتيلون، الذي تأثر بالاقتصاديين السابقين خصوصا وليام بيتي     
.
نشر كانتيلون فكرته في كتابه الذي صدر عام 1730 «مقالة في طبيعة التجارة عامة» في الفصل 11 تحت عنوان «الحركة الدائرية وتبادل السلع والبضائع أضافة إلى إنتاجها، واستمرار ممارستها في أوروبا من قبل رجال الأعمال وتعرضها للخطر.» ثورنتون الخبير التربوي (2010) شرحها إضافة إلى ذلك.
 
طور كانتيلون نموذج التدفق الدائري للاقتصاد  الذي يوضح توزيع الإنتاج الزراعي بين أصحاب الأملاك والمزارعين والعمال. الإنتاج الزراعي يستبدل بالسلع والخدمات المنتجة من قبل رجال الأعمال والحرفيين في المدن. وفي حين أن أصحاب الأملاك مستقلين النموذج يوضح الترابط المشترك بين جميع فئات الشعب الذي عبر عنه أدم سميث باليد الخفية في نظرية المشاعر الأخلاقية (1759).,  ميز كانتيلون على الأقل 5 أنواع من العوامل الاقتصادية: أصحاب الأملاك، المزارعين، رجال الأعمال، العمال والحرفيين، كما صرح بذلك في الرسم المعاصر للتدفق الدائري للاقتصاد لكنتيلون.

### كيناي

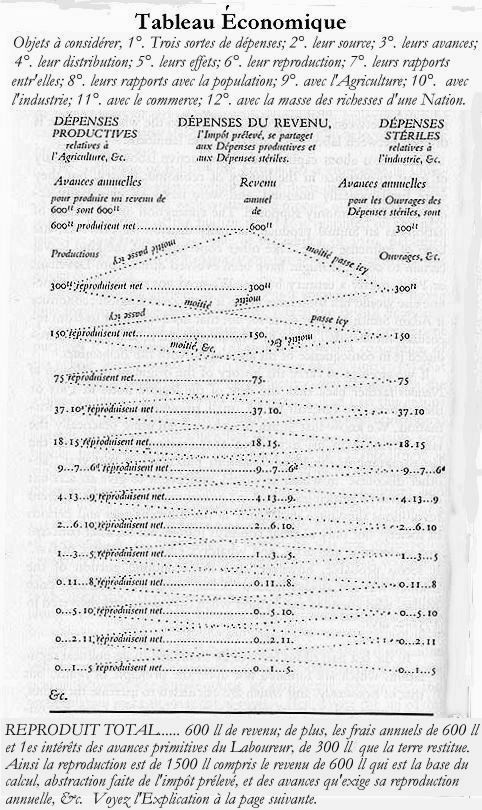
مبدأ الجدول الاقتصادي

طور فرنسوا كيناي اطروحات كانت تصورات عن التفاعلات الاقتصادية وسميت بعد ذلك بالجدول الاقتصادي. امن كيناي بأن التجارة والصناعة ليست من مصادر الثراء وبدلا منها عبر في كتابة الجدول الاقتصادي (1758) بأن الفوائض الزراعية، التي تتدفق في الاقتصاد على شكل إيجار وأجرة ومشتريات هي المحركات الحقيقية للاقتصاد لسببين.
- أولا التنظيمات الحكومية تعوق عملية تدفق الدخل خلال جميع فئات المجتمع مما يعوق التنمية الاقتصادية
- ثانيا الضرائب على الطبقات المنتجة كالمزارعين يجب ان تخفض لصالح زيادة الضرائب على الطبقات الغير منتجة كملاك الأراضي بسبب ان طريقة حياتهم الفاخرة تشوه تدفق الدخل.                                                                                                                                                                     نموذج فرنسوا كيناي صنع محتويا  على ثلاث عوامل اقتصادية: «الملاك» وهي طبقة تحتوي  على ملاك الأراضي و«المنتجين» وهي طبقة تحتوي على المزارعين   و«الغير منتجين» وهي طبقة تحتوي على التجار والحرفيين. تدفق الإنتاج أو\و المال  بين الثلاث طبقات يبدأ بطبقة الملاك لأنهم يملكون الأرض ويشترون من الطبقتين الأخريات. كيناي تصور هذه الخطوات في جدول الاقتصاد

### ماركس
في الاقتصاد الماركسي، إعادة الإنتاج تعود لعملية تكراراية أو دائرية   التي تكون فيه الشروط الأولية مهمة للنشاط الاقتصادي ان تعاد.
إعادة الأنتاج يتضمن الإنتاج المادي وتوزيع السلع والخدمات، التجارة (الحركة الدائرية التي تحدث نتيجة المعاملات المالية والتبادلات) للسلع والخدمات، وإستهلاك السلع والخدمات (كل من الإستهلاك الإنتاجي أو المتوسط و[]الإستهلاك النهائي).
كارل ماركس طور الرؤى الأساسية ليكيناي لنموذج يوضح تداول رأس المال والمال والسلع في المجلد الثاني من كتابه رأس المال وليوضح كيف أن عملية إعادة الإنتاج التي يجب ان تحدث في أي نوع من المجتمعات يمكن أن تحدث في المجتمع الرأسمالي بواسطة تداول رأس المال.
 .
<-btn>